# マニラ・ウォーター
マニラ・ウォーター・カンパニー(Manila Water Company, Inc.)はマニラ首都圏東部の600万を超す住民に上下水道事業を展開する企業。マニラ・ウォーターとしてより著名であり、当該地域では唯一の会社である。アヤラ・コーポレーションの子会社であり、日英投資企業と協力している。
1997年1月6日に設立され、2000年1月1日に操業を開始し、2005年3月18日に上場企業となった。1997年8月1日のマニラ首都圏水道民営化によってマニラ首都圏上下水道供給公社(MWSS)から東部の水道権利を引き受けている企業である。。MWSSと25年の運営権で合意を得ており、2022年まで契約が続けられる。2009年、25年の運営合意はさらに15年間延長されている。
企業スローガンは、Care in Every Drop。 

## 歴史
2007年12月12日、ブラカン州とMWSSは110億₱の用水供給計画の開発の合意に調印した。この計画はマニラ・ウォーターが実施することが発表された。 MWSSとマニラ・ウォーターは水供給計画を務めるノルザガライとDoña Remedios Trinidadの町に1000億₱の開発支援、1000億₱のロイヤリティ料のインフラ助成金の融資パッケージを供給する。
2009年にはマニラ南部で成長の著しいラグナ州で水供給を行っている会社の所有権を取得した。AAAウォーター(AWC)の完全子会社化によって、マニラ・ウォーターはラグナ州政府とAWCの合弁会社であるラグナAAAウォーターの70%の株式を取得した。 この合弁会社はサンタローサ、ビニヤン、カブヤオで供給しており、この地域ではネスレ、フォード、コカコーラなどの国際企業や、工業団地が位置している。
その後、マニラ・ウォーターとフィリピン観光公社は合弁会社のボラカイ島水道会社 を設立した。当初資本金は3億₱で25年間の運営権を得ており、この会社はフィリピンの最も人気の観光地であるボラカイ島で上下水道系の開発、運営、管理を行う。
同社はアジア太平洋地域の他所でも業務を拡大しており、ベトナム、インド、オーストラリア などで管理契約や投資を行っている。
2012年2月、マニラ・ウォーターはViscal Development Corp.とStateland Inc.との共同事業体がセブの用水供給計画を勝ち取ったことを明らかにした。セブ州政府と共同事業体は州中北部の水需要を満たすために共同で計画を進めるとしている。

## 供給範囲

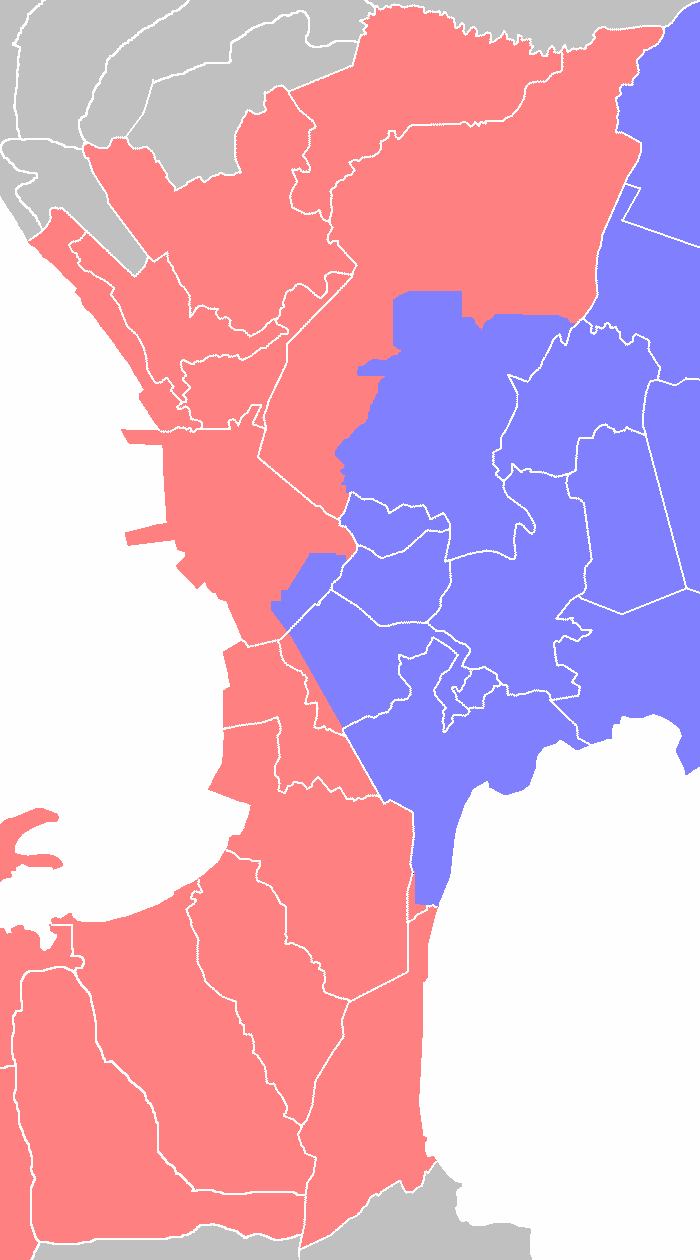
マニラ・ウォーターのサービス範囲は青で示されている

マニラ・ウォーターは下記地域の600万人の顧客を対象に事業を行っている
- マカティ (except southwestern portion)
- マンダルヨン
- マニラ南東部
- マリキナ
- パシッグ
- パテロス（英語版）
- ケソン中東部
- サンフアン
- タギッグ
- リサール州

## 社会的責任
権利地域を引き継いだ直後、マニラ・ウォーターは都市部の貧困層に手ごろな料金で飲料水を提供する計画開発を行った。これは"Tubig Para Sa Barangay"(地域社会のための水)と呼ばれ、160万人の住民に水の利益を与えている。さらに公立学校、公設市場、刑務所、病院、孤児院などに水供給と排水衛生の補完計画を開発している。また、水供給連鎖の利害関係者に"Lakbayan"や"Water Trail"と呼ばれる教育プログラムを行っている。
2004年、マニラ・ウォーターは社内委員会として持続可能開発集団を設置し、社の持続可能開発アジェンダを監視している。2005年、GRI指針に沿った持続可能性報告書を発表したフィリピン最初の企業となった。アヤラ・コーポレーションの他の子会社もすぐにこれに続いて経済、環境、労働観光などでの持続可能性指針の測定、報告、パフォーマンス向上など公的な確約を作り始めた。

## 所有者
- アヤラ・コーポレーション - 32.07%
- 三菱商事 - 8.31%
- 国際金融公社 - 6.04%
- ファースト・ステート・インベストメンツ・マネジメント (イギリス)、ファースト・ステート・インベストメンツ・インターナショナル、ファースト・ステート・インベストメンツ (香港) Limited - 9.7%
- Philwater Holdings Company, Inc.

## 姉妹企業
- マニラ・ウォーター・インターナショナル・ソリューションズ (Manila Water International Solutions, Inc)
- マニラ・ウォーター・トータル・ソリューションズ (Manila Water Total Solutions, Corp.)
- マニラ・ウォーター・アジア・パシフィック (Manila Water Asia Pacific, Pte. Ltd.)
- マニラ・ウォーター・サウスアジアホールディングス (Manila Water South Asia Holdings, Pte. Ltd.)
- AAAウォーター (AAA Water Corporation)
- ラグナAAAウォーター (Laguna AAA Water Corporation)
- Northern Waterworks and Rivers Cebu, Inc.
- ボラカイ島水道会社 (Boracay Island Water Company, Inc.)

## 註